# Lissenzephalie
Die Lissenzephalie ist beim Menschen eine Fehlbildung des Gehirns. Begrifflich unterschieden werden mehrere Ausprägungen: Das völlige Fehlen der Gyrierung (Gyrus = Windung, hier: Hirnwindung) wird Agyrie genannt, Verkleinerungen der Hirnwindungen werden unter dem Begriff Mikrogyrie, Vergrößerungen unter dem Begriff Makrogyrie zusammengefasst. Mit dem Ausdruck Pachygyrie ist eine reduzierte Gyrierung mit verdickten / vergröberten Hirnwindungen gemeint. Sind die Hirnwindungen sowohl verkleinert als auch zahlenmäßig vermehrt, spricht man von einer Polymikrogyrie. Bei einigen Wirbeltieren wie Kloaken- und Beuteltieren ist Lissenzephalie physiologisch.
Die Lissenzephalie ist eine sehr seltene Fehlbildung. Dabei handelt es sich um das angeborene Fehlen bzw. um eine Strukturbesonderheit der Hirnwindungen (gyri) des Gehirns. Die Folge dieser Störung ist ein sogenanntes smooth brain, das durch eine relativ glatte (= lissos) Oberfläche der Großhirnrinde (Cortex cerebri) auffällt.
Der ICD-10-Code für die Lissenzephalie ist Q04.3.

## Einteilung
Die Krankheitsgruppe kann wie folgt unterteilt werden:
Typ I, klassische Lissenzephalie, verdickter vierschichtiger Kortex (10–20 mm, normal: 2,5–4 mm, sechsschichtig)
Nach der genetischen Ätiologie werden 4 Formen unterschieden:
- Lissenzephalie mit Mutationen im LIS1-Gen, Synonym: PAFAH1B1-assoziierte Lissenzephalie[4]
  - Isolierte Lissenzephalie,  Synonym: Isolated lissencephaly sequence (ILS)[5]
  - Miller-Dieker-Syndrom
- Lissenzephalie mit Mutationen in den TUBA-Genen[6]
- Lissenzephalie mit Mutationen in den DCX-Genen, Synonym: Lissenzephalie Typ 1, X-chromosomale[7]
- Lissenzephalien mit Mutationen im ARX-Gen, Synonym: X-chromosomale Lissenzephalie mit Agenesie des Corpus callosum; XLAG-Syndrom[8]
- Isolierte Lissenzephalien ohne bekannte Ursache[9]
- Lissenzephalien mit schwerer Mikrozephalie, Synonym: Mikrolissenzephalie[10]
- Lissenzephalien im Rahmen von Fehlbildungssyndromen
  - Norman-Roberts-Syndrom
  - Lissenzephalie mit zerebellärer Hypoplasie[11]
  - Baraitser-Winter-Syndrom[12]
  - Kraniotelenzephale Dysplasie[13]
  - Mikro-Syndrom
  - Mikrolissenzephalie-Mikromelie-Syndrom, Synonym: Basel-Vanagaite-Sirota-Syndrom[14]

Typ II, Synonym : Cobblestone-Lissenzephalie, unregelmäßige ('gepflasterte') Oberfläche, ungeschichteter Kortex
- - Walker-Warburg-Syndrom
  - Fukuyama-Syndrom[16]
  - Muskel-Auge-Gehirn-Krankheit

Typ III
- - Lissenzephalie Typ III - familiäre fetale Akinesie/Hypokinesie-Sequenz[18]
  - Lissenzephalie Typ III - metakarpale Knochendysplasie[19]
  - Neu-Laxova-Syndrom

Typ IV Mikrolissenzephalie

## Diagnose
Üblicherweise entsteht der Verdacht während einer Ultraschalluntersuchung noch im Mutterleib oder kurz nach der Geburt. Eine Diagnosesicherung kann bildgebend durch MRT erfolgen.
Da die normale Einfaltung der Großhirnrinde erst nach der 24. Schwangerschaftswoche erfolgt, ist die Diagnose eines Ausbleibens dieser Gyrierung auch nicht vorher möglich.

## Symptome und Beschwerden
Die Art und Schwere der Symptome sind abhängig von der Ausprägung der Fehlbildung, zum Beispiel
- Fehlbildungen der inneren Organe
- Fehlbildungen des Gehirns
- Fütterstörungen und Probleme beim Schlucken
- Atembeschwerden, Atemnot und häufige Lungenentzündungen
- Spastische Symptome und Krämpfe
- Epileptische Anfälle
- Sehbehinderung bzw. Hörbehinderung
- Verzögerung der körperlichen und psychomotorischen Entwicklung
- Schwere geistige Behinderung, teilweise auf dem Niveau eines Babys
- Je nach Ausprägung können Lissenzephalien nach wenigen Lebensmonaten bis Lebensjahren zum Tod des Kindes führen. Bei milderen Formen ist ein Erreichen des Erwachsenenalters möglich.

## Ursachen
Die Fehlbildung entsteht in den ersten ein bis vier Monaten der pränatalen (= vorgeburtlichen) Entwicklung des Kindes.
Ursache ist eine Migrationsstörung von kortikalen Neuronen. Die Fehlbildung kann genetisch veranlagt sein, aber beispielsweise auch durch Vergiftungen, Virusinfektionen oder Chromosomenbesonderheiten entstehen bzw. mit bedingt sein.

## Folgen und Komplikationen
Durch die Fehlbildung des Gehirns kommt es zu schwerer geistiger Behinderung sowie zu Verzögerungen der Psychomotorik. Die Kinder bleiben teilweise auf dem Entwicklungsstand eines Babys stehen, d. h., sie können nicht selbstständig essen und trinken. Daraus folgt, dass sie meist über eine nasale Magensonde oder eine perkutane endoskopische Gastrostomie (PEG) ernährt werden müssen. Sie können nicht gehen und sprechen, lernen ihren Kopf nicht selbst zu halten, strampeln kaum oder nur sehr plump, haben teilweise eine sehr ausgeprägte Stirn und große Zähne. Nach einigen Lebensmonaten fangen die Kinder spastisch an zu fäusteln.
Hinzu kommen ausgeprägte körperliche Krankheitszeichen wie Seh- und Hörbehinderungen, Schluckstörungen, Atemprobleme (mit häufigen Lungenentzündungen) und epileptische Syndrome.
Eine Lissenzephalie ist häufig eine anatomische Anomalie im Rahmen von Syndromen (Zellweger-Syndrom oder Neu-Laxova-Syndrom) bzw. zieht andere Besonderheiten nach sich: z. B. Mikrocephalie. Die Fehlbildungen im Gehirn wirken epileptogen, d. h. das Risiko, dass sich eine Epilepsie entwickelt (z. B. das West-Syndrom / BNS-Epilepsie) ist überdurchschnittlich hoch.
Seltene Sonderformen der Lissenzephalie sind das Fukuyama-Syndrom und das Norman-Roberts-Syndrom.

## Behandlung
Eine ursächliche Behandlung der Lissenzephalie gibt es nicht. Es ist höchstens möglich, die einzelnen Symptome zu behandeln.